# 多马戈伊·杜夫尼亚克
多马戈伊·杜夫尼亚克（1988年6月1日—），克罗地亚男子手球运动员。他曾代表克罗地亚参加2008年、2012年和2016年夏季奥林匹克运动会手球比赛，其中2012年奥运会获得一枚铜牌。